# Anadia vittata
Anadia vittata — вид ящірок родини гімнофтальмових (Gymnophthalmidae). Мешкає в Колумбії і Панамі.

## Поширення і екологія
Anadia vittata мешкають на крайньому сході Панами та на заході Колумбії, зокрема на острові Горгона. Вони живуть у вологих рівнинних тропічних лісах та в передгір'ях, на висоті до 900 м над рівнем моря. Ведуть переважно наземний спосіб життя.